# L'Escarène
 L'Escarène  es una población y comuna francesa, en la región de Provenza-Alpes-Costa Azul, departamento de Alpes Marítimos, en el distrito de Niza y cantón de L'Escarène.

## Demografía
| 1223 | 1619 | 1553 | 1424 | 1751 | 2128 |
| Para los censos de 1962 a 1999 la población legal corresponde a la población sin duplicidades (Fuente: INSEE [Consultar]) |      |      |      |      |      |